# Die Ratte im Labyrinth
Die Ratte im Labyrinth (orig.: Szczur w labyrincie, 1957) ist eine Science-Fiction-Kurzgeschichte des polnischen Autors Stanisław Lem, die zum ersten Mal auf Deutsch in der Anthologie Die Ratte im Labyrinth (1971) erschienen ist. Zwei Männer erleben in dieser Erzählung seltsame Dinge, die womöglich von einer extraterrestrischen Spezies hervorgerufen wurden.

## Inhalt
Zwei Camper, Robert und Carol, beobachten zu fortgeschrittener Stunde den Einschlag eines Meteoriten. Aus Carols, des Erzählers, Sicht ist daran nichts Ungewöhnliches. Robert möchte allerdings den Einschlagort umgehend untersuchen. Nach nächtlichem Philosophieren über mögliches außerirdisches Leben beschließen sie, den Meteoritenkrater am nächsten Morgen zu suchen.
Mit einem Boot steuern sie Richtung Einschlagstelle auf einen merkwürdigen, dichten Nebel zu. Eine unbekannte Strömung saugt sie wenig später in ein Höhlensystem. Die Wände wirken wie das Innere eines Lebewesens. Fische und andere organische Substanzen leuchten fluoreszierend.
Robert gerät mehr und mehr in Panik, da sie gläserne Abbilder von einigen Fischen und sogar von sich entdeckt haben. Als sie dann noch andere lebende Personen entdecken, die Duplikate von ihnen sind, bringt Robert sein Pendant im Affekt um. Später stellte sich heraus, dass sie in einer Zeitschleife gefangen waren und der vergangene Robert den Zukünftigen getötet hat.
Da Carol allein und unverletzt am Ufer treibend gefunden wird, gibt es keine Zeugen für diesen Vorfall. Niemand glaubt ihm außer sein ehemaliger Lehrer Prof. Gadshill. Sie kommen gemeinsam zu dem Schluss, dass es sich um die letzten Kommunikationsversuche einer sterbenden außerirdischen Lebensform gehandelt haben muss.

## Einzelnachweis
1. ↑  Die Ratte im Labyrinth Suhrkamp Verlag. Abgerufen am 26. Juni 2023